# Grégory Dufer
Grégory Dufer (ur. 19 grudnia 1981 w Charleroi) – belgijski piłkarz grający na pozycji prawego pomocnika.

## Kariera klubowa
Karierę piłkarską Dufer rozpoczynał w klubie RFCS Marcinelle. Następnie został zawodnikiem Royalu Charleroi. W 1999 roku zadebiutował w jego barwach w pierwszej lidze belgijskiej, a już w następnym sezonie stał się podstawowym zawodnikiem tego zespołu. W Charleroi występował do końca sezonu 2003/2004.
Latem 2004 roku Dufer został zawodnikiem francuskiego SM Caen. W Ligue 1 zadebiutował 28 kwietnia 2004 w przegranym 0:1 wyjazdowym spotkaniu z AJ Auxerre. W Caen grał przez sezon. Wystąpił 21 razy i strzelił 1 gola. Caen spadło wówczas do Ligue 2.
W 2005 roku Dufer wrócił do Belgii i przeszedł do Club Brugge. W nowym zespole zadebiutował 5 sierpnia 2005 w zwycięskim 2:0 domowym meczu z Excelsiorem Mouscron. W Brugge grał przez półtora roku. W sezonie 2006/2007 zdobył Puchar Belgii.
Na początku 2007 roku Dufer został piłkarzem KSC Lokeren i 21 stycznia 2007 zaliczył w nim ligowy debiut, w przegranym 1:3 wyjazdowym meczu ze Standardem Liège. Latem 2007 odszedł właśnie do Standardu i 16 września 2007 zadebiutował w nim w meczu z KAA Gent (1:1). W 2008 roku wywalczył ze Standardem mistrzostwo Belgii, a także Superpuchar Belgii. W sezonie 2008/2009 był wypożyczony do AFC Tubize (debiut: 13 września 2008 w zremisowanym 0:0 meczu z KV Mechelen).
W 2011 roku Dufer odszedł do Sint-Truidense VV, w którym zadebiutował 22 stycznia w meczu z KVC Westerlo (0:3). W sezonie 2014/2015 grał w Seraing United, w sezonie 2015/2016 w Royalu Antwerp, a w latach 2016-2018 w RFC Liège.
| Sezon   | Klub              | Kraj    | Rozgrywki     | Mecze | Bramki |
| ------- | ----------------- | ------- | ------------- | ----- | ------ |
| 1999/00 | Royal Charleroi   | Belgia  | Eerste Klasse | 15    | 1      |
| 2000/01 | Royal Charleroi   | Belgia  | Eerste Klasse | 32    | 6      |
| 2001/02 | Royal Charleroi   | Belgia  | Eerste Klasse | 33    | 2      |
| 2002/03 | Royal Charleroi   | Belgia  | Eerste Klasse | 26    | 5      |
| 2003/04 | Royal Charleroi   | Belgia  | Eerste Klasse | 32    | 7      |
| 2004/05 | SM Caen           | Francja | Ligue 1       | 21    | 1      |
| 2005/06 | Club Brugge       | Belgia  | Eerste Klasse | 19    | 2      |
| 2006/07 | Club Brugge       | Belgia  | Eerste Klasse | 2     | 0      |
| 2006/07 | KSC Lokeren       | Belgia  | Eerste Klasse | 12    | 1      |
| 2007/08 | Standard Liège    | Belgia  | Eerste Klasse | 22    | 1      |
| 2008/09 | AFC Tubize        | Belgia  | Eerste Klasse | 26    | 6      |
| 2009/10 | Standard Liège    | Belgia  | Eerste Klasse | 14    | 0      |
| 2010/11 | Standard Liège    | Belgia  | Eerste Klasse | 0     | 0      |
| 2010/11 | Sint-Truidense VV | Belgia  | Eerste Klasse | 12    | 3      |
| 2011/12 | Sint-Truidense VV | Belgia  | Eerste Klasse | 27    | 7      |
| 2012/13 | Sint-Truidense VV | Belgia  | Tweede Klasse | 17    | 5      |
| 2013/14 | Sint-Truidense VV | Belgia  | Tweede Klasse | 30    | 8      |
| 2014/15 | Seraing United    | Belgia  | Tweede Klasse | 31    | 15     |
| 2015/16 | Royal Antwerp FC  | Belgia  | Tweede Klasse | 25    | 7      |
| 2016/17 | RFC Liège         | Belgia  | IV liga       | ?     | ?      |
| 2017/18 | RFC Liège         | Belgia  | IV liga       | ?     | ?      |

## Kariera reprezentacyjna
W reprezentacji Belgii Dufer zadebiutował 31 marca 2004 roku w przegranym 0:3 towarzyskim spotkaniu z Niemcami. 28 kwietnia 2004 w sparingu z Turcją (2:3) strzelił swojego pierwszego gola w reprezentacji. Od 2004 roku znajduje się poza kadrą narodową, w której rozegrał 4 mecze (1 gol).
| Mecze i gole w reprezentacji | Mecze i gole w reprezentacji | Mecze i gole w reprezentacji | Mecze i gole w reprezentacji | Mecze i gole w reprezentacji | Mecze i gole w reprezentacji | Mecze i gole w reprezentacji |
| #                            | Data                         | Stadion                      | Rywal                        | Wynik                        | Gol                          | Rozgrywki                    |
| 2004                         | 2004                         | 2004                         | 2004                         | 2004                         | 2004                         | 2004                         |
| ---------------------------- | ---------------------------- | ---------------------------- | ---------------------------- | ---------------------------- | ---------------------------- | ---------------------------- |
| 1.                           | 31.03.2004                   | Kolonia, Niemcy              | Niemcy                       | 0:3                          | 0                            | towarzyski                   |
| 2.                           | 28.04.2004                   | Bruksela, Belgia             | Turcja                       | 2:3                          | 1                            | towarzyski                   |
| 3.                           | 04.09.2004                   | Charleroi, Belgia            | Litwa                        | 1:1                          | 0                            | el. MŚ 2006                  |
| 4.                           | 09.10.2004                   | Santander, Hiszpania         | Hiszpania                    | 0:2                          | 0                            | el. MŚ 2006                  |